# Liste der Bürgermeister von Rosenheim
Die Liste der Bürgermeister von Rosenheim gibt einen Überblick über die Ersten bzw. Oberbürgermeister der oberbayerischen Stadt Rosenheim, seit ihrer Erhebung zur Stadt am 15. September 1864.

## Erste Bürgermeister bzw. Oberbürgermeister
| Bürgermeister      | Partei | Partei | Amtszeit                                | Anmerkungen                                               |
| ------------------ | ------ | ------ | --------------------------------------- | --------------------------------------------------------- |
| Josef Rieder       |        |        | 2. Oktober 1863 – Januar 1865           |                                                           |
| Friedrich Stoll    |        |        | 9. Februar 1865 – 14. März 1889         |                                                           |
| Josef Wüst         |        |        | 1. Juni 1889 – 22. Februar 1919         |                                                           |
| Bruno Kreuter      |        | BVP    | 1. Januar 1920 – 31. Dezember 1929      |                                                           |
| Hans Knorr         |        | BVP    | 1. Januar 1930 – 1. Juli 1934           |                                                           |
| Georg Zahler       |        | NSDAP  | 5. Juli 1934 – 15. Februar 1938         | ab 1. Juni 1935 mit der Amtsbezeichnung Oberbürgermeister |
| Hans Gmelch        |        | NSDAP  | 16. Februar 1938 – 2. Mai 1945          | Oberbürgermeister                                         |
| Roman Keill        |        |        | Mai 1945                                | kommissarischer Bürgermeister                             |
| Max Drexl          |        |        | 6. Mai 1945 – 3. August 1945            | kommissarischer Bürgermeister                             |
| Hubert Weinberger  |        | SPD    | 3. August 1945 – 2. Juli 1948           | Oberbürgermeister                                         |
| Hermann Überreiter |        | BP     | 2. Juli 1948 – 30. April 1958           | Oberbürgermeister                                         |
| Josef Sebald       |        | SPD    | 1. Mai 1958 – 27. August 1960           | Oberbürgermeister                                         |
| Herbert Springl    |        | SPD    | 6. November 1960 – 23. März 1961        | Oberbürgermeister                                         |
| Sepp Heindl        |        | CSU    | 11. Juni 1961 – 24. Juni 1965           | Oberbürgermeister                                         |
| Albert Steinbeißer |        | CSU    | 19. September 1965 – 30. September 1977 | Oberbürgermeister                                         |
| Michael Stöcker    |        | CSU    | 1. Oktober 1977 – 30. April 2002        | Oberbürgermeister                                         |
| Gabriele Bauer     |        | CSU    | 1. Mai 2002 – 2020                      | Oberbürgermeisterin                                       |
| Andreas März       |        | CSU    | seit 2020                               | Oberbürgermeister                                         |